# Basset fulvo da Bretanha
A basset fulvo de Bretanha[Nota] (em francês:  Basset fauve de Bretagne) é uma raça de cão de caça originária dos cruzamentos entre cães franceses e britânicos. Desenvolvidos na França, têm como antecessores o griffon fulvo da Bretanha e o pequeno basset griffon da Vendeia. De temperamento classificado como lutador e resistente, teimoso e vigoroso, estes cães não são fáceis de serem adestrados e podem chegar a medir 38 cm e pesar 18 kg, medidas comuns aos basset. Sua pelagem, que requer cuidados esporádicos e varia nas cores vermelha e fulva. Entre suas principais características físicas, estão suas orelhas grossas. que ficam abaixo do nível de seus olhos.
Não há, aparentemente, um inquérito de saúde completo para estes bassets. Em 2004, um fora realizado pelo Kennel Club britânico, mas com um pequeno tamanho da amostra, focados na longevidade dos exemplares.